# Jordi Arenas i Clavell
Jordi Arenas i Clavell   (Mataró, 7 de novembre de 1920 - Mataró, 1 de juliol de 1998) fou un dibuixant, pintor, escultor català. Es considera un dels artistes de més anomenada i prestigi de Mataró, fou autor d'una extensa i variada obra.
De versatilitat temàtica poc comuna, va desenvolupar temes de pintura religiosa, paisatges, escenes mitològiques, al·legories i nombrosos retrats, gènere aquest últim que ocupa bona part de la seva producció. Sempre dins del realisme, la seva obra manifesta una notable coherència de concepte i una empremta personal que l'identifica de manera inequívoca. Formador d'artistes i pedagog de l'art, fou ànima de les exposicions anuals de Sant Lluc, col·laborador inestimable de les Seccions del Museu de Mataró, músic fonamental en la modernització de la Missa de Les Santes i va estar sempre vinculat a la vida cultural de Mataró.
En el seu testament va llegar al Museu de Mataró, a l'Ajuntament de la ciutat, el fons d'art de la seva propietat (obra seva, del seu germà Jaume Arenas i d'altres artistes) i la propietat de l'immoble que fou el seu domicili (carrer d'Argentona, 64). La deixa, integrada per milers d'obres d'art i altres objectes de natura diversa, fou inventariada i registrada en un procés llarg i complex. La recepció oficial del llegat fou aprovada per l'Ajuntament Ple de Mataró i formalitzada amb els marmessors de l'herència el 7 de febrer de 2003. El fons d'art s'ha integrat a les col·leccions del Museu de Mataró i la Casa Arenas, d'acord amb la voluntat de l'artista, s'ha rehabilitat per convertir-la en centre d'art, conegut amb el nom de Ca l'Arenas. Centre d'Art del Museu de Mataró.